# 德怀特·艾森豪威尔

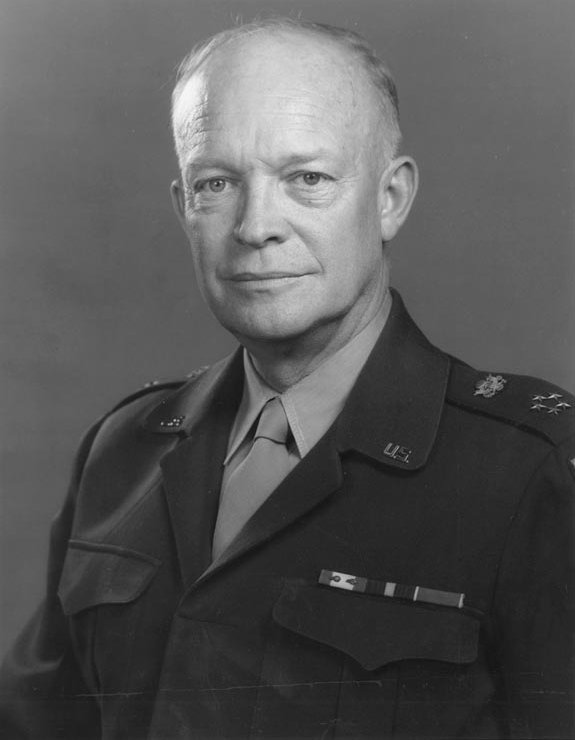
擔任美國陸軍參謀長期間的德懷特·大衛·艾森豪五星上將，攝於1947年。

德怀特·戴维·艾森豪威尔（英語：Dwight David Eisenhower，1890年10月14日—1969年3月28日），美國陆军五星上将，军事家，政治家。他曾在1953年至1961年間任美國第34任總統，并于第二次世界大戰期間，擔任盟軍在歐洲最高指揮官，軍中士兵都稱呼他為艾克（Ike）。
艾森豪威尔出生並成長於堪萨斯州阿比林縣一個德裔移民家庭——艾森豪威爾家族。其家族具有濃烈的宗教色彩，如他的母親就信仰耶和華見證人。艾森豪威爾本人是直到1952年才開始參與有組織性的基督教會。他於1915年从西点军校毕业，後与玛米·杜德结婚并育有兩子。在第一次世界大战期间，因其德裔身份被拒绝前往欧洲服役，指派在本土軍營训练一支坦克師部隊成員。在一战結束后，他又被派往不同軍官麾下服役，并于1941年晋升准将。在二战中期美国正式对轴心国宣战后，艾森豪威尔将军負責策劃和监督盟軍在北非戰場的火炬行動和在欧洲意大利南部战场入侵西西里岛，隨後更督策对納粹德国的推进（如諾曼底登陸）。二战结束后，因其戰功顯赫而被時任美國總統杜魯門委任爲美國陆军参谋长（1945-1948）、哥伦比亚大学校长（1948-1953），更被舉薦擔任为首位北大西洋公約組織最高指挥官（1951-1952）。
1952年，62歲的艾森豪威尔以共和党候選人身份參加1952年美国总统选举。其主要的參選意圖被認爲是阻止其党内競爭對手——即同為共和黨籍的参议员罗伯特·A·塔夫脱當選后推行孤立主义政策；塔夫脱因不希望戰後的美國再次陷入“對外纠葛”的泥淖而曾公開反对北約成立。艾森豪威尔在該年选举及1956年连任选举中都以压倒性的优势获胜，連續两次击败民主黨籍對手阿德萊·史蒂文森二世。艾森豪威尔任内的主要内政及外交目标是减少联邦財政赤字問題和遏制苏联共产主义的扩张。1953年於朝鲜战争尾聲，他在面對中华人民共和国軍方时曾揚言要使用核武器，但最终同意与其簽署朝鮮停戰協定。他在核威慑政策方面优先研發偏向廉价的核武，同时也减少了对美國各陆军師團的經費。在外交方面，他也延續了其前任總統哈里·杜鲁门的政策，繼續承认中華民國是代表全中国的唯一合法政府，1954年與中華民國簽訂共同防禦條約；并簽署通过由国会提出的“福爾摩沙決議案”，该法案授权美國總統在其认为有必要時，可派遣美軍到台灣、澎湖列島，协助中華民國政府防守第一島鏈，駐台美軍人數在其任內達到高峰，1958年達2萬人。
艾森豪威爾政府曾在第一次印度支那战争期間給予法國大量战争援助，助其擊退越共攻勢。而當法国宣佈撤军印度支那后，艾森豪威爾又对新成立的越南共和國提供了龐大的財政援助。他也曾對於自己政府内部試圖在伊朗、危地马拉策划军事政变行動表態支持。然而有時因政治或道義的考量，他也并不是完全贊成同在北約的盟友们；比如在1956年苏伊士運河危机期间就同苏联共同谴责以色列、英国和法国对埃及的军事行动，并在之後通過施加壓力迫使他们撤軍。同年，他也对于苏联在1956年匈牙利革命采用武力干涉表示谴责，但並没有采取外交和或政治措施對蘇聯實施制裁。自苏联于1957年首度成功发射人造衛星后，艾森豪威尔隨即授权建立美国国家航空航天局，而這一決定直接影響了往後二十年的美蘇太空竞赛。在他任期的最後時段發生1960年U-2擊墜事件，此事更使美蘇關係降到冷戰以來低點。
艾森豪威尔在内政方面被認爲是温和保守派，他在任内持續推行新政并扩大社会保障；同時暗中反对约瑟夫·麦卡锡參議員在国内过于激烈的反共主张，通过行使行政特权为麦卡锡主义時代的结束做出了一定的貢獻。在教育改革方面，他签署并通过了1957年《民权法案》，該法案禁止學校實施種族隔離制度。同時援引《国防教育法》建立了强而有力的科学教育。在他的兩届任期内，除1958年的小幅衰退之外，大致上造就了美國经济的空前繁荣。在德懷特·艾森豪威爾的最後告别演说中，其表达了对美國維持规模巨大的军事开支的危险性和担忧，尤其是造成联邦财政赤字开支以及政府与私营军事制造商之間的特殊性關係（他將這種關係称之为“军事工业综合体”）。在他卸任后，因其游刃有餘的反共立場、在國内推動種族平等以及造就戰後首次經濟繁榮之類重大貢獻，故常被美國人民認爲是歷届以來最優秀的幾位總統之一。

## 家庭背景
艾森豪威尔誕生於美國德克萨斯州丹尼森一個德國移民後裔的新教再洗禮派門諾會家庭，在7個男孩中排名第3，出生名为大卫·德怀特·艾森豪威尔（David Dwight Eisenhower），进入西点軍校后，正式更名为德怀特·大卫·艾森豪威尔。

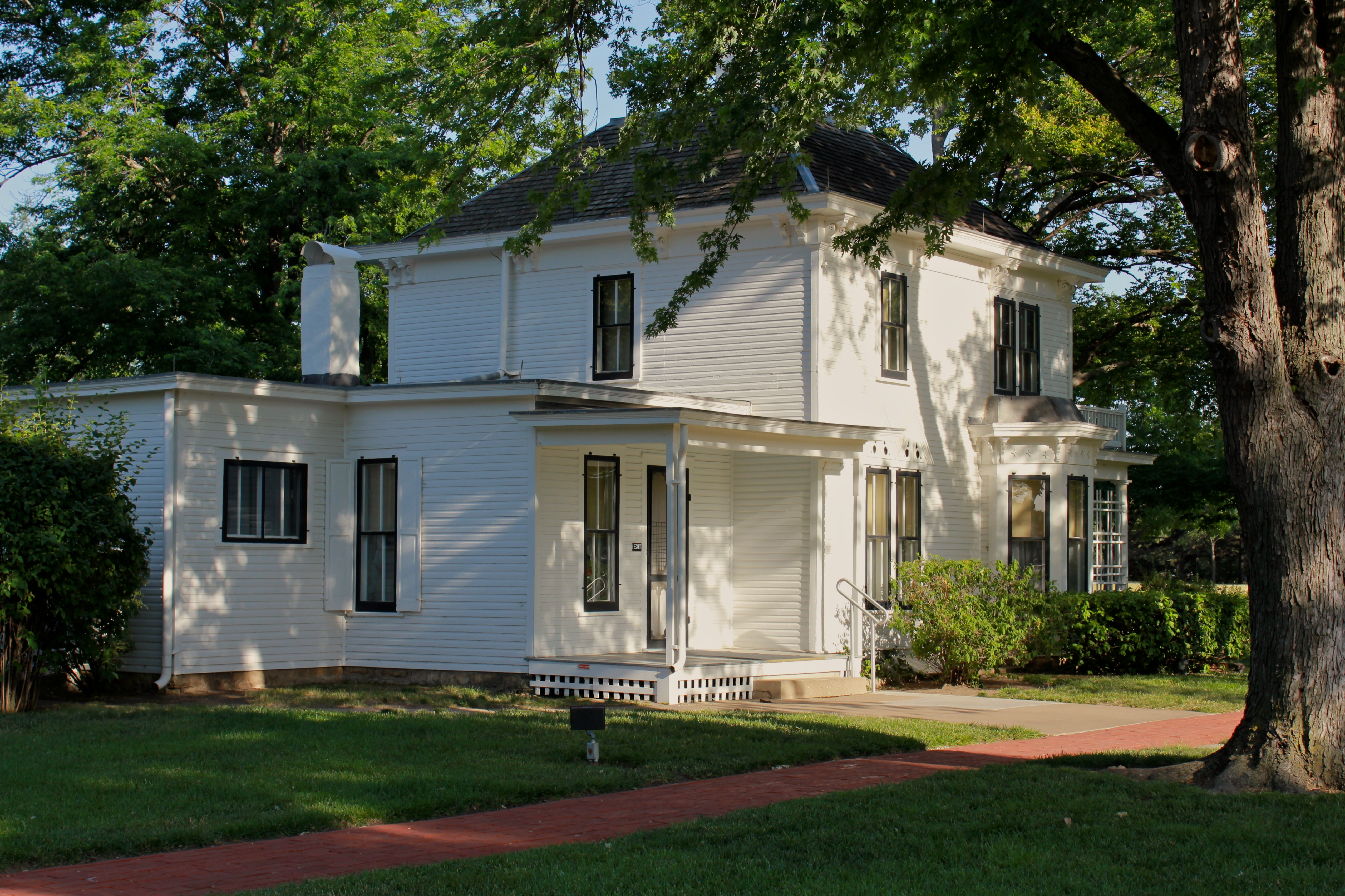
位於堪薩斯州阿比林的艾森豪家族房屋

艾森豪威尔家族本姓艾森豪尔（德語：Eisenhauer，直译为“铁匠”或“工人”），是自1741年从德意志萨尔兰的萨尔布吕肯移民至美国的德裔家庭。他们的家族首先定居予宾夕法尼亚州约克城，并在19世纪80年代开始迁往堪萨斯州。关于其德文姓氏“Eisenhauer”是如何以及何时被盎格鲁化为“Eisenhower”则说法不一。艾森豪威尔於宾夕法尼亚州的祖先主要从事农业为生，而其中就包括德怀特·艾森豪威尔的高祖父——汉斯·尼古拉斯·艾森豪威尔，他于1741年移居到宾夕法尼亚州的兰开斯特。
汉斯的曾孙大卫·雅各布·艾森豪威尔是一位受过大学教育的工程师（1863-1942），其人為德懷特·艾森豪威爾的父親。艾森豪威尔的母亲艾达·伊丽莎白·艾森豪威尔（婚前姓斯托弗）出身于弗吉尼亚州的德意志裔新教家族。她于1885年9月23日在堪萨斯州莱康普顿与大卫结婚，婚礼地点举办于他们共同地母校—莱恩大学。据悉，德怀特·大卫·艾森豪威尔的血统还包括来自大不列颠岛之英格兰（双系）及苏格兰（母系）的祖先。
其父大卫曾在堪萨斯州霍普经营一家杂货店，但由于時年经济不景气致使生意失败，此时的艾森豪威尔家里变得窮困潦倒。艾森豪威尔夫妇后为谋生在1889年前往德克萨斯州，但后来於1892年又搬回了堪萨斯州丹尼森。據悉，当时他们的整个家庭财产只有约24美元（相当于2019年的683美元）。大卫也在之後陸續当过铁路机械师、奶油厰工作人員。直至1898年，艾森豪威尔夫妇才总算过上体面的生活，为他们的生活穩定提供了一个安心的家。

## 早年生活及教育
德怀特·大卫·艾森豪威尔于1890年10月14日出生於德克萨斯州的丹尼森，是大卫·雅各布·艾森豪威尔和艾达·斯托弗所生七个子女中排行老三他的母亲最初打算为他取名为大卫·德怀特，但在他出生后因考虑到与其父同名而将这名字颠倒过来，以避免家里同时存有两个大卫的混乱场面。大卫·J·艾森豪威尔夫妇所生育的所有男孩都会被称为“艾克”的不同形式，比如其哥哥埃德加“大艾克”，而德怀特则被称为“小艾克”。这个绰号旨在作为他们姓氏的缩写。不过到了二战，艾森豪威尔家就只有德怀特还被称为“艾克”了。
1892年，他们举家搬迁到堪萨斯州阿比林，而艾森豪威尔从此认为那就是他的家乡。艾森豪威尔在儿时曾无意卷入了一场意外事故，该事故致使他的弟弟厄尔失去了一只眼睛，为此他在余生中一直感到悔恨。德怀特从小对户外探索活动产生了敏锐而持久的兴趣。他从一位名叫鲍勃·戴维斯（Bob Davis）的文盲那里学会了打猎和钓鱼、烹饪和打牌的技巧，他还因此得以在烟山河畔旁进行野外露营。
虽然艾森豪威尔的母亲一直对战争持否定态度，但也正是她所收藏的历史书籍激发了艾森豪威尔对世界戰爭史的启蒙和持久的兴趣。他一直坚持着阅读母亲收藏的书籍，并成为阅读方面的佼佼者。他曾提到在他早期的教育中，他喜欢的科目分别是数学和英文。
他的父母在早餐和晚餐时都会留出特定的时间来进行日常的家庭圣经阅读仪式。家事定期分配在所有孩子中轮流做；其中行为不端者会受到明确的惩罚，这通常是由德怀特的父亲大卫来实施。他的母亲曾是门诺教河边弟兄派的信徒，其后来还与丈夫一起加入了耶和华见证会的前身——即国际学生圣经研讨会。自1896年至1915年，艾森豪威尔家一直是当地教友的聚会场所，不过德怀特本人卻从未正式加入该教会。直至1953年，他在长老宗教会接受洗礼，正式成为基督徒。
艾森豪威尔就读于阿比林高中并于1909年毕业。他與其兄埃德加都想上大学，然而他们因家境贫困不能同时支付两个人的学费；随后他们达成君子协议，两人隔一年上大学，而另一人通过工作来赚取对方的学费。但埃德加在大学一年级时因个人原因而转学，当埃德加请求因转学留级而再读一年时，德怀特同意了，并因此又工作一年以支付埃德加的學費。好在德怀特在之后也顺利考入大学。在德怀特大学一年级的时候，因膝盖受伤致使腿部感染并延伸到腹股沟而被医生诊断为有生命危险，医生因此建议截肢，但德怀特对此坚决不同意，结果却出人意料地痊愈了，可他也因此留级不得不重读大一。当时，他的瑞典友人哈兹莱特正申请美国海军学院，并建议德怀特一同申请该校，因为其有“免学费”的好处。于是艾森豪威尔在1911年参加美国海军学院的入学考试且成功通过，但卻因其超龄而未被录取，所幸之後获得時任参议员约瑟夫·布里茨的提名而得以进入另一间著名军事学府—西点军校就讀。

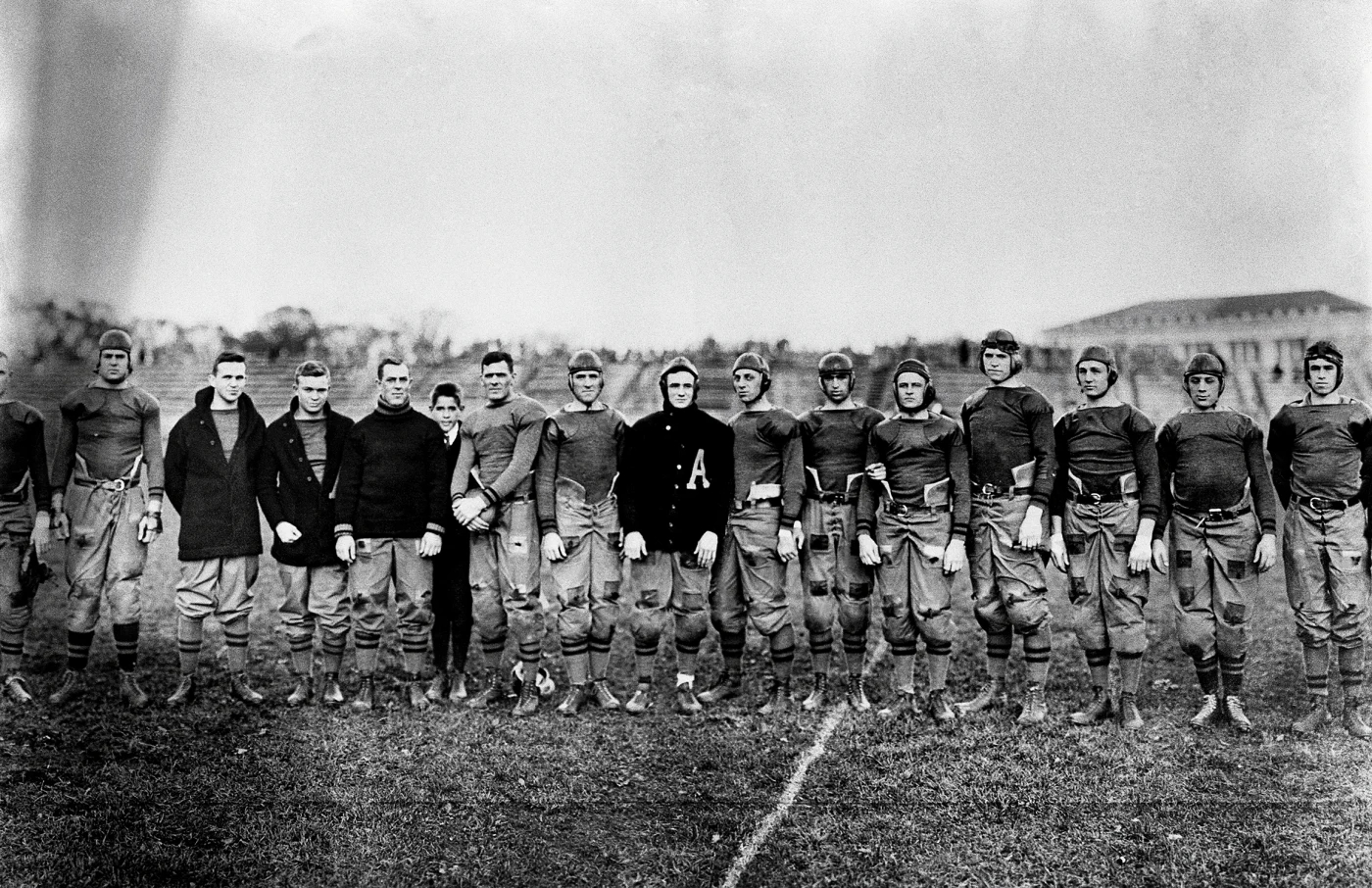
艾森豪 (左三) 與 奧馬爾·布雷德利 (右二) 曾為1912年西點軍校美式足球隊的成員。

在西点军校的那段时光，艾森豪威尔总是喜欢强调传统和体育。但他并不重视且很常违反军校规章，这最终导致他以不太理想的軍紀評級毕业。而在學科上，艾森豪威尔迄今为止成绩最好的科目被认为是英文；在其他方面，儘管他在總統任期内總是是强调工程学、科学和数学等科目的重要性，但本人在理科成绩成绩实则一般。
在体育方面，艾森豪威尔后来曾提到；“没能进入西点军校的棒球队一直是我这一生中最遗憾的事情之一，又或许是....我最大的遗憾”。不过他最终仍进入了该校的橄榄球队，并在1912年成为跑卫和后卫的首发球员，当时他的对手是卡莱尔印第安人队的传奇球员——吉姆·索普。然而艾森豪威尔在下一场比赛中被擒抱时致使膝盖撕裂，此事也使这成为他最后一次参加的正式比赛；后来他在马背上和拳击场上又再次伤到膝盖。從此他便将体育重心转向了击剑和体操。艾森豪威尔后来还担任了初级校队的橄榄球教练和后援队领班。
他在1915年中等成绩毕业。该班被称为“众星所洛之届”，因为該届有59名（三分之一）成员最终都成为了将军。

## 个人生活
当艾森豪威尔因服兵役驻扎在德克萨斯州时，他与爱荷华州布恩的玛米·杜德相遇。 他们对彼此都一见钟情并开始交往，最终艾森豪威尔在1916年情人节向其求婚。后来由于美国於同年加入第一次世界大战，故艾森豪威尔须得服兵役（尽管最后他并没有直接前往欧洲战场），因此他们原定于11月於丹佛举行的婚礼被提前至7月1日。在他们婚姻的前三十五年中，他们的居所曾多次因个人原因而多次搬迁。
艾森豪威爾同玛米育有二子，長子杜德·德懷特·艾森豪威爾生於1917年9月24日，於1921年1月21日死於猩紅熱，年僅3歲，在之后艾森豪威爾絕少談論關於其的离世。次子約翰·艾森豪威爾生於1922年8月3日；於成年後在美國陸軍服役，退伍後成为作家并担任美國駐比利時大使（1969年－1971年）。約翰·艾森豪威爾的儿子為大衛·艾森豪威尔二世後來與理查·尼克森之女朱莉·尼克松結婚（艾森豪威尔很宠爱这个孙子，如总统寓所的戴维营就是因他而更名）。

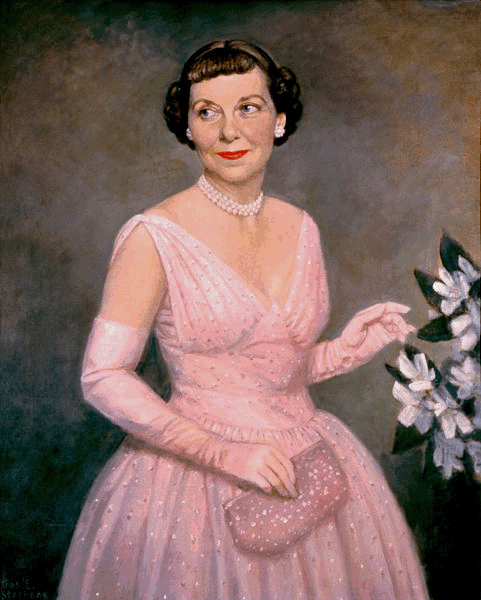
德怀特·艾森豪威尔夫人——玛米·艾森豪威尔肖像，时着就职礼服，由托马斯·E·斯蒂芬斯绘於1953年。

艾森豪威尔晚年成为高尔夫球爱好者，并在1948年加入奧古斯塔高爾夫球俱樂部。他在担任总统期间和退休后也经常打高尔夫球，并毫无保留地向公正表达了他对这项运动的热情，有时甚至会在寒冷冬日也坚持着打高尔夫球；对此他曾下令将高尔夫球涂成黑色，理由是“这样能在雪地上能更好地看清它们”。他还在总统寓所戴维营安装了一个小型的高尔夫设施，并与当时的奥古斯塔国家俱乐部主席克利福德·罗伯茨成为密友，曾多次邀请罗伯茨到白宫過夜。罗伯茨也是一名投资经纪人，负责艾森豪威尔家族的金融投资。
艾森豪威尔晚年的另一个兴趣是畫油画。 儅他還在哥伦比亚大学任职时，因去欣赏了托马斯·E·斯蒂芬斯为夫人玛米画的肖像后开始对绘画产生浓厚的兴趣。为了缓解压力，艾森豪威尔在他生命的最后20年里统共創作了大约260幅油画。这些油画大多为写意的风景画，不过也有一些主题的肖像画；如玛米、他们的孙子、英国著名军事统帅蒙哥马利将军、美国国父乔治·华盛顿以及首位共和党籍总统林肯。英国艺术批评家温迪·贝克特修女曾如此评价艾森豪威尔的作品：“...（他的油画）简洁却又认真，这反而使我们对这位沉默寡言的总统的，被隐藏着的另一面感到十分好奇”。不过艾森豪威尔本人在艺术和政治方面都显得很保守，比如在1962年的一次演讲中就谴责现代艺术是“一块看起来像涂满奇怪颜料的破旧帆布”。
美国喜剧剧情片《外场的天使》是艾森豪威尔最喜欢的电影。而他最喜欢的休闲读物是赞恩·格雷的西部小说。据信，艾森豪威尔具有出色的记忆力和集中注意力的能力，这使他对纸牌游戏很熟练；他在阿比林的那段时光学会如何玩扑克牌，並称这是他“最喜欢的室内运动”。艾森豪威尔在西点军校期间记录了与西点军校同学的扑克牌输赢以在毕业后获得赔金，不过后来他不这么做了，因为他的对手反感还要给他报酬。据他的一位友人称，艾森豪威尔在西点军校学会合约桥牌后，每周有6个晚上都要玩合约桥牌，而這種狀態持续了5个月之久。艾森豪威尔在其二十年的军事生涯中一直坚持打桥牌。比如驻扎在菲律宾时，他就经常与曼努埃尔·奎松打牌消磨时光，还因其高超的技術获得了“马尼拉的桥牌奇才”的诨号。
據説在二战期间，艾森豪威尔任命军事参谋的其中一个不成文的理由就是要能够打好桥牌。他甚至在诺曼底登陆计划实施前紧张的几个星期里也在打牌。而他最敬重的选手是阿尔弗雷德·格鲁特将军，因为他的桥牌技术被认为是当时美国陆军中最好的；据说艾森豪威尔任命格鲁特为北约副手的部分原因就是他的桥牌技术。在任职总统期间，每周六晚上在白宫举行的桥牌游戏任期内的个人特色。而他之後确是被認爲一个很强劲的玩家，雖然如果按照现代标准，他并不是一个专家。著名桥牌选手和普及者伊利·卡尔伯森将他的游戏技巧描述为“经典并健全”，而且时常有令人称奇之处，他还说：“....你可以通过一个人的打牌方式来判断他的性格。艾森豪威尔是一个冷静而又沉着的玩家，他对损失从不抱怨；但在胜利时能坦然地表现出喜悅之情，而且他从不犯桥牌玩家最失礼的行为—即赢了之后还给你一副幸灾乐祸的嘴脸”。桥牌专家奥斯瓦尔德·雅各比经常参加白宫的桥牌比赛，他说：“...总统打桥牌比打高尔夫球还要好。他或许很常试图在高尔夫球方面进个九十分，但在桥牌方面，你完全可以说他打的是70年代的水平（艾森豪威本人於1960年代逝世）。”

## 一战往事
艾森豪威尔自1915年从西点军校毕业后，正式晋升为少尉的他请示上级将其被派往菲律宾驻扎，但被拒未果；最初被指示在后勤部门服役，后来在德克萨斯州和乔治亚州的各个军事营地都在担任低等步兵，直至1918年。在1916年，艾森豪威尔於山姆休斯顿堡驻扎期间，艾森豪威尔曾兼职当地圣路易斯学院（现圣玛丽大学）橄榄球教练。艾森豪威尔后来还因此成为了该校兄弟会“西格玛·贝奇”的名誉会员。在1917年底，当他在乔治亚州奥格尔索普堡负责士兵的训练时，他与其夫人迎来了他们的第一个儿子—杜德·德懷特·艾森豪威爾。

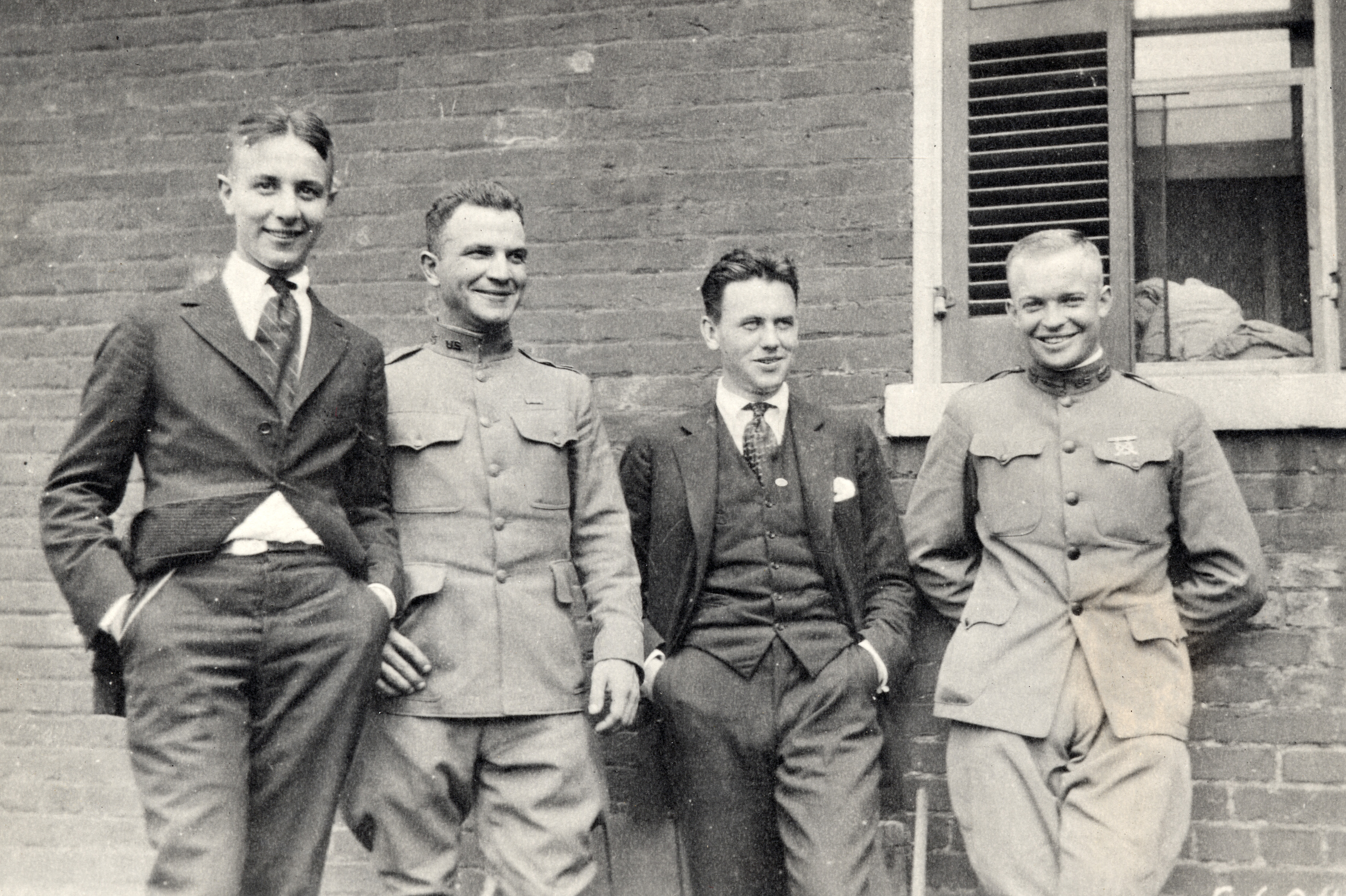
年轻的艾森豪威尔（最右边）与朋友的合照，摄于1919年，当时是艾森豪威尔毕业于西点军校的四年后。

1917年，发生齐默尔曼电报事件，引起美国各界的愤怒，促使同年4月6日美国对德宣战；艾森豪威尔在得知美国参战的消息后，他再次要求将其派往海外为国效忠，但却因其族裔身份而再被拒绝，随后将艾森豪威尔被派往堪萨斯州莱文沃斯堡驻扎。1918年2月，他再被派到马里兰州的米德营与第65工兵队一同服役。该工兵队后来奉上级命令而前往法国，但令他懊恼的是他并没有被允许一同前往；因他接到了前往坦克军团任职的命令并被提升为中尉，负责指挥坦克部队在科尔特营训练乘员，而这也成为了他的首个指挥部队。该兵团位于宾夕法尼亚州盖茨堡之战旧址。虽然艾森豪威尔和他所负责培训的坦克兵从未正式参加过一战，但他在这段时间表现出了出色的领导与组织能力，以及评估下级军官的实力并对人员进行最佳安排的准确眼光。
当他指挥的坦克部队接到將前往法国战场的命令时，他曾对此感到无比振奋；然而随后因一戰停战协议在他出发前一周就被签署，這使他为国效力的心願再次落空。尽管他因在国内的優異表現而获得了杰出服务勋章荣誉，卻也因数次错过了造成未能前往前线服役的遗憾，以上种种都使他一度感到沮丧和悲痛。但他在美国本土有为部队数千名成员建立装备齐全的营地，并制定了完整的战斗训练计划，以此可证明他军事上的天赋。1917年4月返回西点军校，隨後进入装甲部队，在步兵坦克学校负责训练坦克乘员，期间结识康纳（Fox Conner）将军并获得赏识，1918年战争结束后由中尉晉升到上尉。1922年晋升为少校，在时任第20步兵旅旅長康纳之下担任执行官（XO）。

### 军官生涯
战后，艾森豪威尔恢复上尉军衔，在几日后晋升为少校，他保持这一军衔16年直至二战爆发。1919年，艾森豪威尔少校被派往指挥一个横跨美国大陆的陆军机动部队以测试军用车辆耐用性，并順道沿路宣传国家道路改善政策；而正是这段指挥时期让他明白了改善国内道路的必要性。这也成为其总统任期内特别注重施政方向。
他隨後再次被調往马里兰州米德营担任上級軍官职务，負責督導一個坦克營直到1922年。在此期間為與時俱進，他也在前往軍官學校重新學習，着重探討了裝甲部隊在下一場戰爭的作用和影響。通过与乔治·巴顿、塞雷诺·布雷特等其他高级坦克軍官的密切交流，他對於坦克战的專業知識方面很快學有所成；但之後他们提出的“應以速度爲主導並以此發起进攻性坦克战”的前沿想法遭到了上级的强烈反对，因他们认为这种新型戰術實在過於激进且不穩定，更倾向于继续使用坦克部隊来輔助步兵。艾森豪威尔甚至曾因違背上級指示持續公布这些草擬坦克部署方法受到軍事審判的威胁，最終他對這些方案忍痛割爱，不再提起。

## 军事生涯

### 早年軍事生涯
1925年由康纳保举进入指挥参谋学院，1年后以第1名毕业。曾任营长，在美国战斗纪念物委员会擔任約翰·潘興的助理，为战争部助理部长乔治 V. 莫斯利将军担任执行官。以杰出参谋军官著称，后被美國陆军参谋长道格拉斯·麥克阿瑟选中进入陆军部。1935年随导师麦克阿瑟来到菲律宾担任菲律宾政府军事顾问。1936年晋升中校，因军事与哲学观点与麦克阿瑟发生冲突。1939年返回美国，在担任一系列的参谋职位后，1941年6月成为第3集团军参谋长，同年9月晋升為准將。

### 第二次世界大战

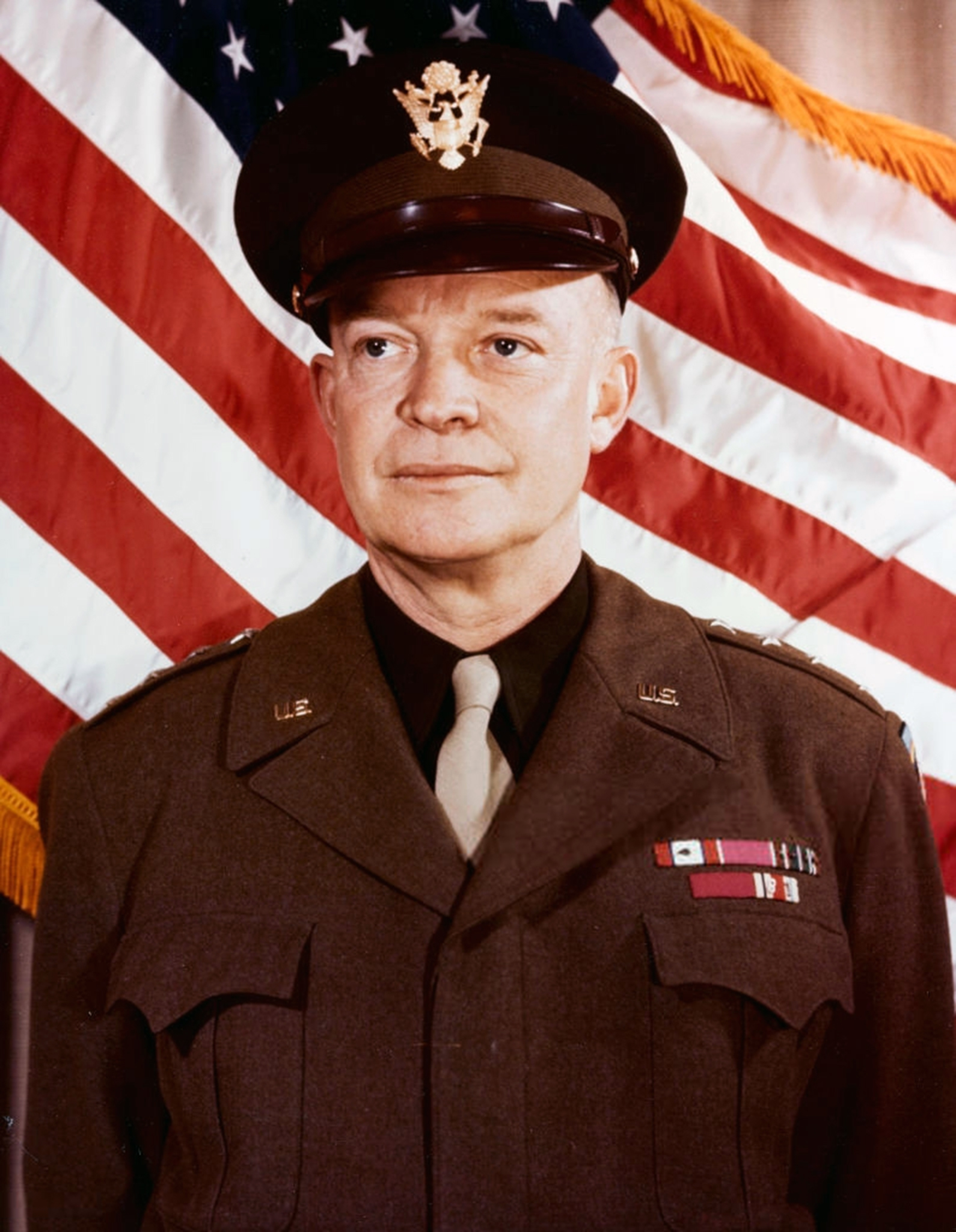
时任四星上将艾森豪威尔的官方肖像(摄于1943年)

第二次世界大战珍珠港事件後，在陆军参谋长喬治·马歇尔领导的总参谋部任职，历任战争计划部主任、助理参谋长，虽然从来没有领导大部队作战经历，仍被马歇尔赏识，1942年6月24日被任命為「欧洲战区司令」並很快的晋升为中将。
1942年7月北非英军及美军的部隊接连受挫以及英國首相邱吉爾的極力支持，美英决定发动北非战役的作戰。同年8月艾森豪被任命為「北非战区盟军总司令」。但他之前從未单独指挥过作战，然而這次指揮英美联军在北非登陆进展顺利，艾森豪威尔也因此聲名大噪。
1943年2月11日晋升为上将。
1943年6月—8月指揮西西里島戰役，同年11月在德黑蘭會議，決定在1944年開闢第二戰場。12月因美国总统罗斯福不愿意马歇尔离开华盛顿，艾森豪威尔被任命为「盟军远征军最高总司令」，其後担任大君主作戰（霸王行動）的「盟軍最高總司令」。他于1944年1月駐倫敦組建盟軍遠征軍最高司令部；6到8月指揮霸王行動，進行諾曼底登陸。9月移駐法國正式接管蒙哥馬利的地面部隊指揮權，指揮攻佔德國。在1944年12月20日晋升为美國陆军五星上将，二戰結束後曾擔任駐德佔領司令官。
1945年接替退休的马歇尔任美國陆军参谋长。

### 冷戰時期
1948年卸下美國陆军参谋长的職務并退出现役，受聘為哥伦比亚大学校长（1948年—1952年）。
1950年重新入伍並出任北大西洋公约组织武装部隊最高司令，并于1952年正式退出现役后回到哥伦比亚继续担任校长，步入政坛。

## 總統生涯

### 总统竞选
1952年退出美國軍界，加入共和黨竞选总统，為安撫共和黨保守派，他挑選理察·尼克森作為副總統，尼克森的年輕及反共立場起到襯托作用，並提升其政治地位。競選期間他以「朝鮮、共產主義、貪污」（英語：Korea, Communism, and Corruption）作為口號抨击民主黨政府的執政表現，尤其是成功表達反對羅斯褔在雅爾達協定中对苏联的妥协及杜魯門對朝鮮和中國的政策。最終，艾森豪威尔凭借442票對89票的压倒性优势成功当选，也使共和黨在20年後重新入主白宮。時年62歲，是自1856年以來當選年紀最長的總統（較杜魯門以現任總統首次當選時年64歲早）。他是20世紀美國唯一一位軍界出身的總統，也是自赫伯特·胡佛以來第二位德裔總統，亦是第1位就任總統前未曾擔任民選公職的總統，這個記錄直到2016年唐納·川普才被打破（川普未有參軍和擔任民選公職，且当选时年龄70岁）。

### 司法任命

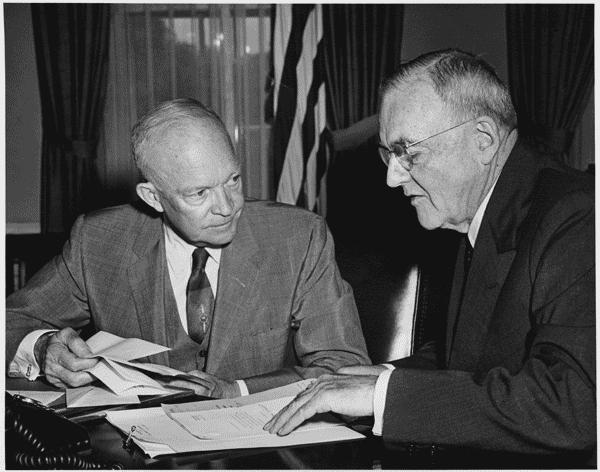
艾森豪威尔与国务卿约翰·福斯特·杜勒斯（1956年8月14日）

艾森豪威尔在总统任期（1953-1961年）内共任命了5位美国最高法院大法官：
- 厄尔·沃伦，1953年，第14任美国首席大法官（沃伦法院）
- 约翰·马歇尔·哈伦二世，1954年
- 小威廉·布伦南，1956年
- 查尔斯·埃文斯·惠特克（英语：Charles Evans Whittaker），1957年
- 波特·斯图尔特，1958年

其中，惠特克不适合担任大法官并很快退休。斯图尔特以及哈伦二世属于共和黨的保守派，而布伦南属于民主党并且成为了最高法院自由派的重要成员。最重要的是，出乎艾森豪威尔的意料，原本属于温和保守派（共和黨）的厄尔·沃伦上任首席大法官后，在其盟友布伦南等人的协助下，最高法院頻頻作出傾向自由派（民主党）的判決，以至于曾有评论称，属于共和党的艾森豪威尔总统后来评论提名沃伦乃是他“一生中所犯的最愚蠢的错误（the biggest damn-fool mistake I ever made）”。沃伦主政下的美国最高法院掀起了美国历史上一场划时代的宪政革命，彰显出对自由、民主、平等、人权的深刻信仰，成为了当时美国自由主义、进步主义的堡垒。

### 内政情况

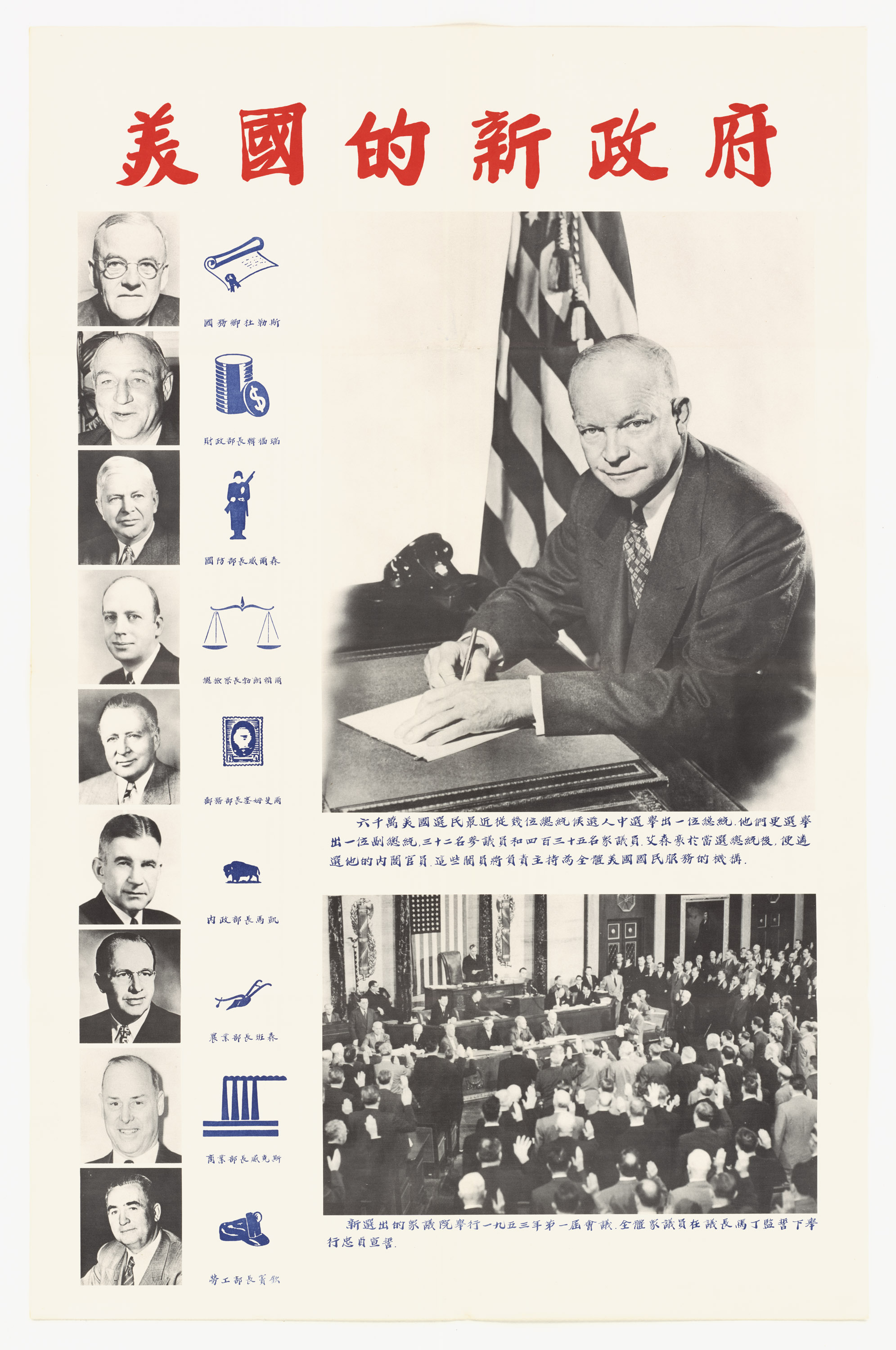
介紹艾森豪政府及閣員的美國宣傳單

在國內方面，他和理查德·尼克松及其他自由派共和黨人一樣支持平權措施，他支持美国最高法院（沃伦法院）在布朗訴托皮卡教育局案中所作的平權判決。在他任內推動並通過1957年民權法案，限制種族歧視法律及取消種族隔離等政策。他並反對麥卡錫主義，因為當調查牽連美國軍界的時候，他認為這對美國軍人並不敬。
在經濟方面，1954年聯邦政府通過了補助1億7,500萬於州際高速公路系統的法案（Federal-Aid Highway Act of 1954 included $175 million for Interstate System），緊接著在1956年簽署了這項法案以及「Highway Revenue Act of 1956」，於是州際公路賴以發展的法源與基金得以確認。往後美國高速公路於是四面八方的蔓延生長，劃過無數都市，對美國經濟發展有重要作用。任职8年期间，美国社会经历了战后最安定、繁荣的时期。

### 外交情况

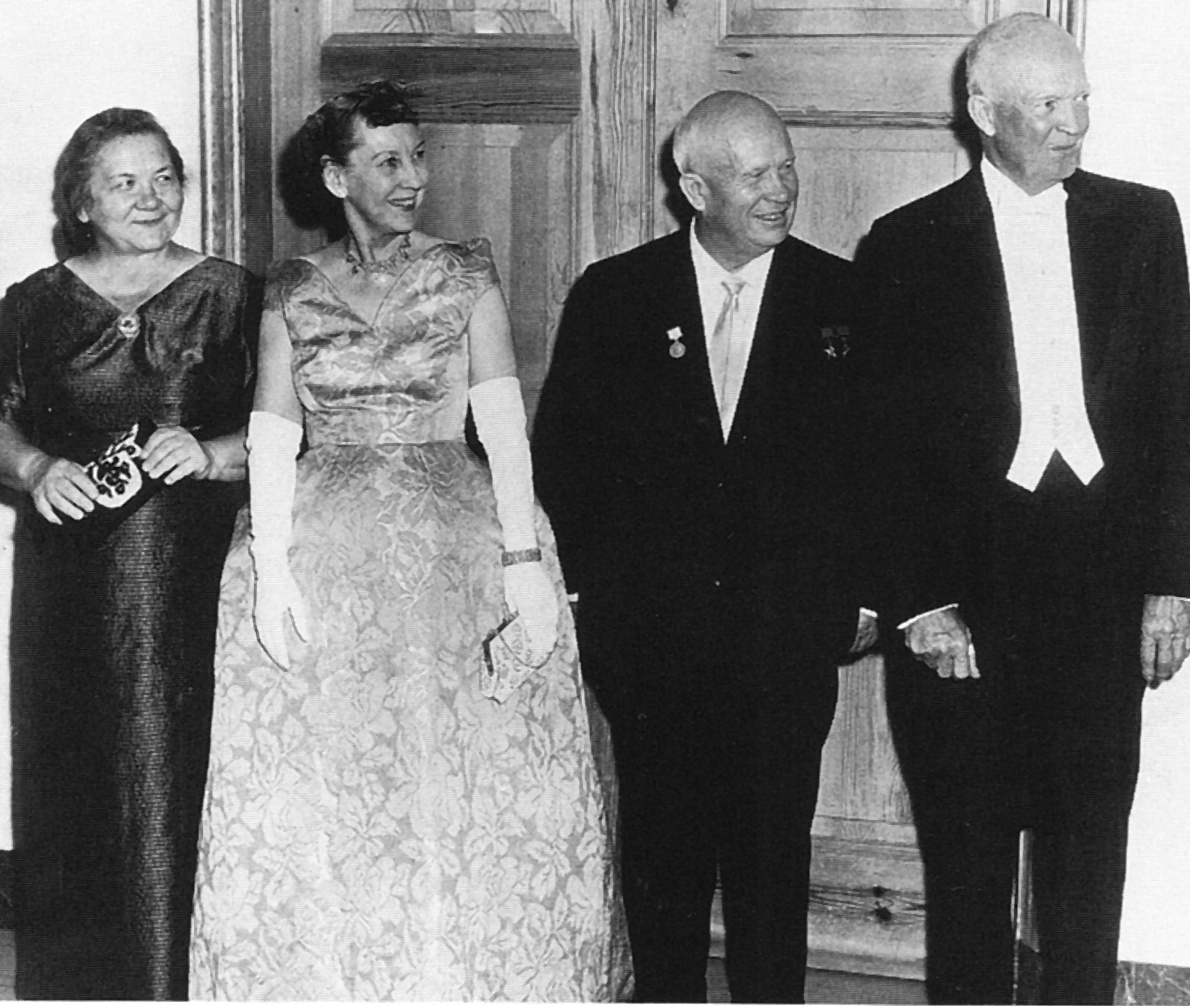
尼娜·赫鲁晓娃、玛米·艾森豪威尔、尼基塔·赫鲁晓夫、德怀特·艾森豪威尔在国宴上，1959年。

上任后半年签订《朝鲜停战协定》，提出干涉中东地区事务的“艾森豪威尔主义”。他继续推行冷战政策，加速发展战略空军，使他成为世界冷战格局形成的关键人物之一。他支持所有反对苏联及共產黨的政权，1953年访问当时弗朗西斯科·佛朗哥独裁统治下的西班牙国。1956年艾森豪勝選連任。

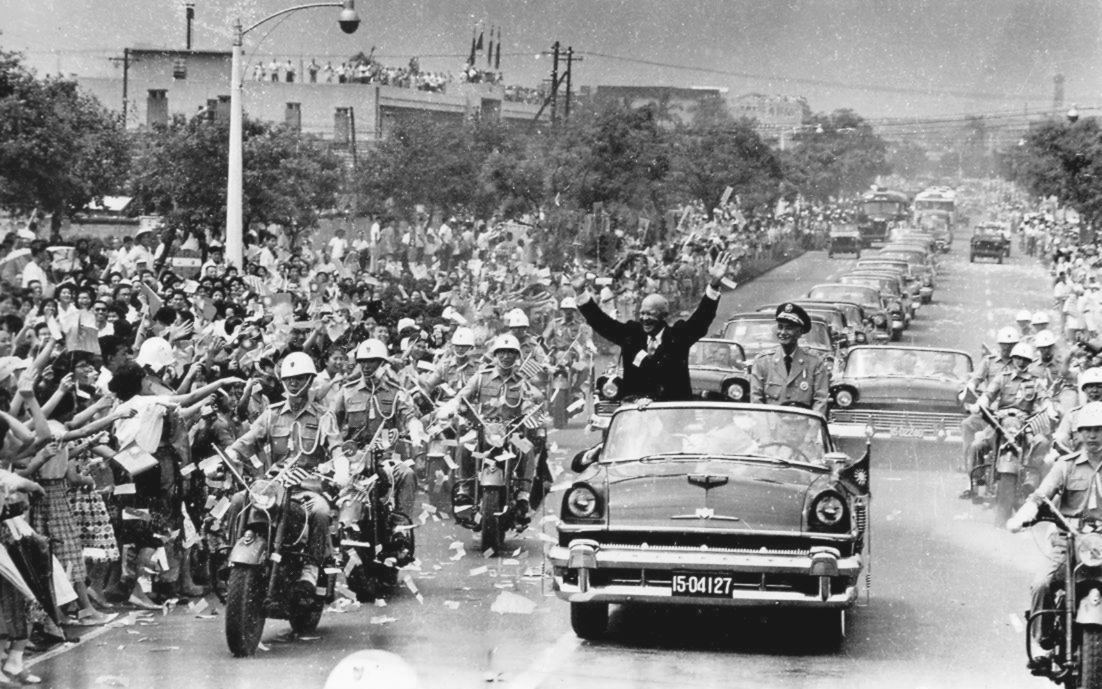
美國總統艾森豪於1960年6月18日訪問中華民國臺北市時，與中華民國總統蔣中正搭敞篷車前往圓山大飯店途中接受熱情群眾夾道歡迎。

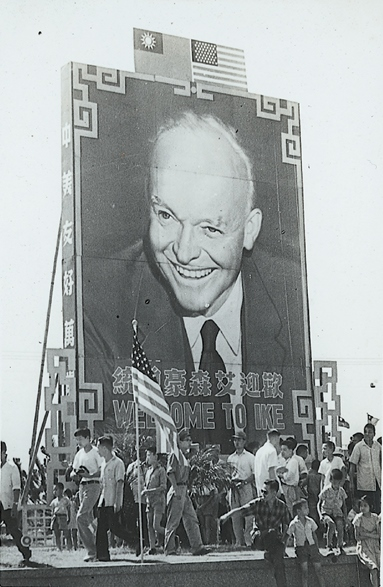
美國總統艾森豪訪問臺灣時的大型歡迎海報看板

1960年6月18日，艾森豪訪問中華民國（台湾），成為第一位也是目前唯一一位於任內訪問台湾的美國總統。中華民國總統蔣中正伉儷親至松山機場迎接，艾森豪總統並於傍晚在總統府前廣場對500,000群眾發表演說。在金門的823炮戰時，二人共同發表聯合公報，穩固邦誼，譴責中华人民共和国對金門隔日砲擊之行為，也依《中美共同防禦條約》繼續保衛台澎金馬，除了派出第七舰队，每年经过台湾海峡协防中華民國之外，也讓美國海空軍力量直接進駐台灣。艾森豪與蒋中正在第二次世界大戰中分別各擔任盟軍於歐洲、中國戰區最高統帥，隨後中華人民共和國政府方面為表示抗議，以「歡迎」和「相送」為名，指示中國人民解放軍對金門進行砲擊。

## 退休生活
艾森豪于1961年1月20日离任總統。1962年10月，古巴导弹危机期间，时任总统肯尼迪曾将机密告知艾森豪威尔并与他进行会谈，商讨应对方案。

## 逝於华盛顿

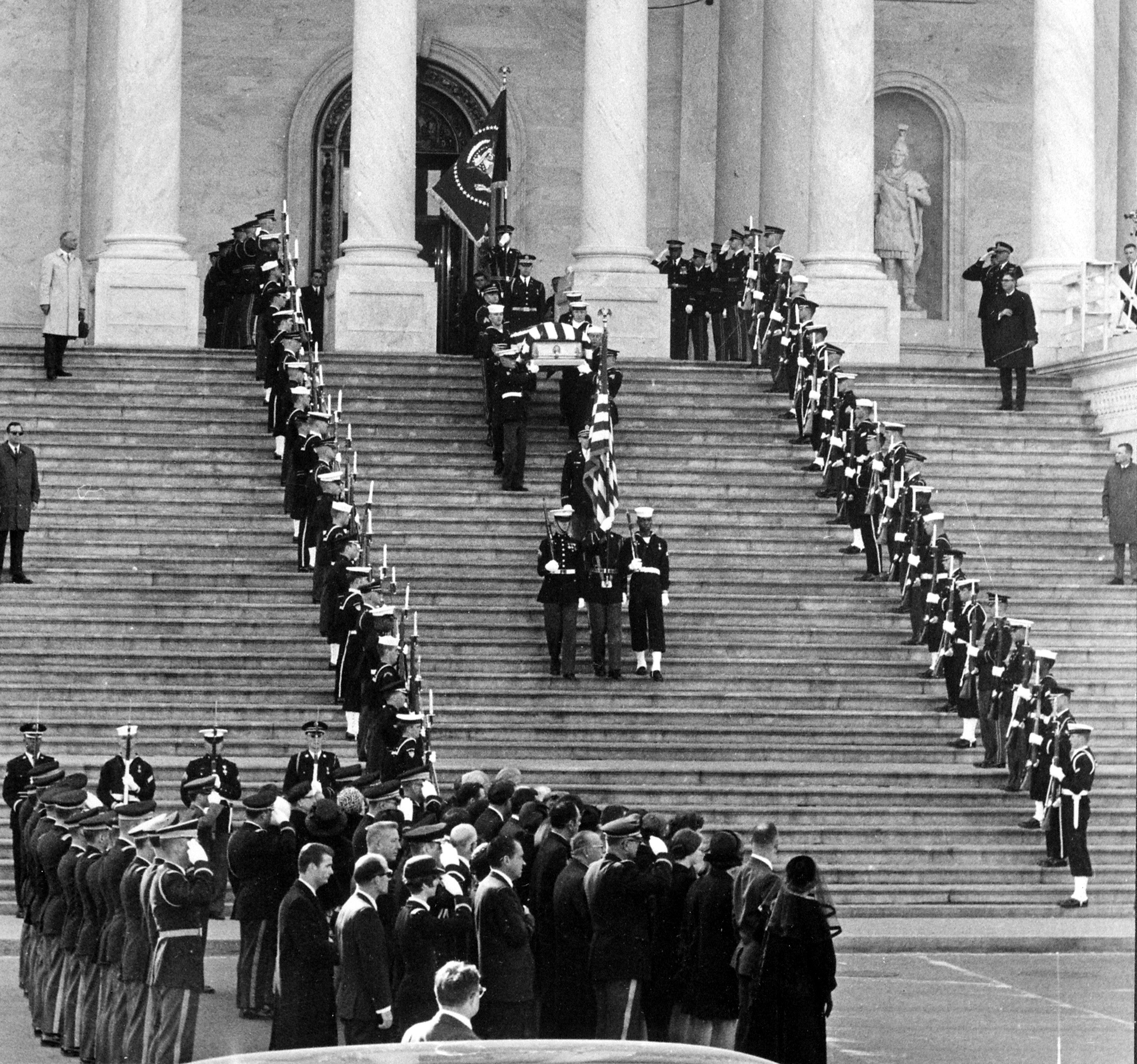
艾森豪的葬禮儀式

1969年3月28日，他因心脏病发作逝世於華府，享壽78岁。3月29日，他的葬礼在华盛顿国家座堂举行，之后他的遗体供人瞻仰28小时。4月2日，在他的家鄉阿比林下葬，他的遺言在下葬的時候進行宣讀，其中一句是「我始终爱我的夫人！我始终爱我的儿子！我始终爱我的孙子！我始终爱我的祖国！」

## 荣誉
| 美國軍事勳章獎章                                                                                      |                                                            |
| Bronze oak leaf cluster · Bronze oak leaf cluster · Bronze oak leaf cluster · Bronze oak leaf cluster | 陸軍傑出服役勳章（附四枚橡葉）                             |
| | 海軍傑出服役勳章                                           |
| | 功績勳章                                                   |
| 美國服役勳章獎章                                                                                      |                                                            |
| | 墨西哥邊境服役獎章                                         |
| | 一戰勝利獎章                                               |
| | 美国本土防御服役奖章                                       |
| Silver star · Bronze star · Bronze star                                                               | 欧非中东参战奖章（附7顆戰役之星）                          |
| | 二戰勝利獎章                                               |
| | 陆军占领军奖章（附德國勳章掛條）                           |
| Bronze star                                                                                           | 國防部服役獎章（附1顆服務之星）                            |
| 外國勳章獎章                                                                                          |                                                            |
| | 解放者聖馬丁大項鍊級勳章（阿根廷）                         |
| | 奥地利共和國服務榮譽勳章（奧地利）                         |
| | 利奧波德大十字勳章（比利時，1945年）                       |
| | 英勇十字勳章（比利時，加橡葉）                             |
| | 國家南十字星大十字勳章（巴西）                             |
| | 軍功大十字勳章                                             |
| | 空軍功績大十字勳章（巴西）                                 |
| | 戰爭勳章（巴西）                                           |
| | 戰役勳章（巴西）                                           |
| | 功勳大十字勳章（智利）                                     |
| | 特种大绶云麾勋章（中华民国，1947年7月14日批准）            |
| | 一級白獅軍事勳章（捷克斯洛伐克）                           |
| | 1939–1945年戰爭十字勳章（捷克斯洛伐克）                    |
| | 大象騎士勳章（丹麥，1945年12月15日）                       |
| | 一級阿布頓·卡爾德隆勳章（厄瓜多）                          |
| | 伊斯曼大項鍊勳章（埃及）                                   |
| | 所羅門騎士大十字大項鍊勳章（衣索比亞帝國）                 |
| | 示巴女王會員勳章（衣索比亞帝國）                           |
| | 法國榮譽軍團大十字勳章（法國，1943年）                     |
| | 法國解放會員勳章（法國）                                   |
| | 軍事勳章（法國）                                           |
| | 1939-1945年戰爭十字勳章（法國，附青銅棕梠葉）              |
| | 喬治一世皇家騎士大十字勳章（希臘王國）                     |
| | 希臘救世主大十字勳章（希臘王國）                           |
| | 一級軍事功勳十字勳章（瓜地馬拉）                           |
| | 國家榮譽大十字勳章（海地）                                 |
| | 耶路撒冷聖墓騎士團騎士大十字勳章（聖座）                   |
| | 義大利軍事騎士大十字勳章（義大利）                         |
| | 大勳位菊花章（日本）                                       |
| | 櫟樹王冠大十字勳章（盧森堡）                               |
| | 軍事勳章（盧森堡）                                         |
| | 馬爾他騎士團功績勳章（馬爾他騎士團，KGC）                  |
| | 阿茲特克雄鷹大項鍊級勳章（墨西哥，1945年）                 |
| | 軍功勳章（墨西哥）                                         |
| | 公民功績勳章（墨西哥）                                     |
| | 阿拉维大十字勳章（摩洛哥）                                 |
| | 荷蘭之獅騎士勳章（荷蘭，1945年10月6日）                    |
| | 挪威皇家聖奧拉夫大十字勳章（挪威）                         |
| | 一級巴基斯坦勛章（巴基斯坦，1957年12月7日）                |
| | 曼努埃爾·阿馬多爾·格雷羅大軍官勳章（巴拿馬）               |
| | 巴斯寇·努涅茲·德·巴爾柏大十字勳章（巴拿馬）                |
| | 西卡圖納大項鍊級勳章（菲律賓）                             |
| | 榮譽軍團總司令級勳章（菲律賓）                             |
| | 傑出服務之星（菲律賓）                                     |
| | 波蘭復興大十字勳章（波蘭）                                 |
| | 英勇軍事大十字勳章（波蘭）                                 |
| | 一級人民衛隊十字勳章（波蘭）                               |
| | 扎克里皇室騎士勳章（泰國）                                 |
| | 榮譽大項鍊級勳章（突尼西亞）                               |
| | 巴斯勳章爵級大十字勳章（英國） - 軍事類 1945 - 民事類 1957 |
| | 功績勳章（英國） - 軍事類 1945年6月12日                    |
| | 非洲星章（英國，加扣第8集團軍號「8」）                     |
| | 1939年至1945年戰爭獎章（英國）                             |
| | 勝利勳章（蘇聯）                                           |
| | 蘇沃洛夫一級勳章（蘇聯）                                   |
| | 戰爭十字勳章（南斯拉夫）                                   |

## 人物評價
雖然艾森豪擔任總統後期支持度不高，但自1980年代迄今，艾森豪的歷史評價逐漸升高，他經常獲評為美国最佳总统前十名。他还善于发现人才，所以喬治·巴頓、范佛里特等一大批名将，都為他所用，还提名并任命了美国历史上最具影响力的首席大法官之一厄尔·沃伦。不少美國的自由派認為他是歷任共和黨總統中較為突出的一位，並且印象良好。

## 軍階表
|  | 軍校生（西點軍校）: 1911年6月14日                          |
|  | 少尉 : 1915年6月12日                                       |
|  | 中尉 : 1916年7月1日                                        |
|  | 上尉 : 1917年5月15日                                       |
|  | 少校（國民警衛隊）: 1918年6月17日                          |
|  | 中校（國民警衛隊）: 1918年10月20日                         |
|  | 上尉（美國陸軍）: 1920年6月30日                            |
|  | 少校（美國陸軍）: 1920年7月2日                             |
|  | 上尉（美國陸軍）: 1922年11月4日 (因裁軍而被免去少校任上尉) |
|  | 少校 : 1924年8月26日                                       |
|  | 中校 : 1936年7月1日                                        |
|  | 上校（美國的陸軍）: 1941年3月6日                           |
|  | 准將 : 1941年9月29日                                       |
|  | 少將 : 1942年3月27日                                       |
|  | 中將 : 1942年7月7日                                        |
|  | 上將（美國的陸軍）: 1943年2月11日                          |
|  | 准將（美國陸軍）: 1943年8月30日                            |
|  | 少將（美國陸軍）: 1943年8月30日                            |
|  | 五星上將 : 1944年12月20日                                  |

資料來源 - 美國陸軍委任軍官的官方登記冊，1946年（205頁）